# Андерсон, Уильям Т.
Уильям Т. Андерсон (1840, Кентукки — 26 октября 1864, Миссури), также известный как «Кровавый Билл», — американский военачальник времён Гражданской войны, лидер крупного партизанского отряда сторонников Конфедерации, печально известный крайней жестокостью в рейдах против войск Союза, за что и получил своё прозвище.
Родился и вырос в Канзасе в обеспеченной фермерской семье, однако с начала 1860-х годов занимался кражей и перепродажей лошадей. В годы Гражданской войны его отряд действовал в Канзасе, Техасе и Миссури, где не только вёл партизанскую войну против армии Севера, но и терроризировал гражданское население. По подсчетам американских историков он со своими людьми повинен в смерти более чем 150 военных и более 200 гражданских лиц.
26 октября 1864 года Андерсон был убит пулей в голову навылет в Миссури, попав со своими людьми в засаду северян. Считается что пуля убившая «Кровавого Билла» была выпущена из ружья фермера Самуэля Кокса (1828 — 1913), который после убийства Андерсона стал известен на всю Америку.
Его оценки в США, в том числе современных, крайне полярны. После Гражданской войны он на протяжении десятилетий считался садистом и «самым ужасным человеком в Гражданской войне», тогда как современный историк Стайлз считает, что в жестокости Андерсона не было ничего необычного для того времени.